# DJ Snake
William Sami Étienne Grigahcine (Francuski izgovor: [wiljam sami etjɛn ɡʁiɡasin]; Pariz, 13. lipnja 1986.), poznatiji kao DJ Snake, francuski je DJ i glazbeni producent alžirskog porijekla.
Debitirao je na međunarodnoj sceni s pjesmama "Bird Machine" i "Turn Down For What" u 2013. koje su bile nominirane na Grammyju. "Bird Machine" je pjesma nastala na temelju suradnje DJ Snake i francuskog glazbenika Alesia. Pjesmu je pokupio Mad Decent, iz Los Angelesa jedna izdavačka kuća koji upravlja Diplo, objavljen je u veljači 2013. godine. U lipnju 2013. godine, DJ Snake bio je pozvan da s Diplom stvori glazbu na radijskoj emisiji "Diplo & Friends", koja se emitira na BBC Radiju 1.
DJ Snake je objavio da surađuje s Diplom, trebao je debitirati u 2014.; ali je u debitirao u 2015. s pjesmom "Lean On" u suradnji s MØom i Diplovim Majorom Lazerom. 30. travnja 2014., DJ Snake je proglašen "Artist to Watch" na FoxWeekliju. On i Dillon Francis najavljeni su kao pomoćni glazbenici koji pružaju podršku za ljetni Mothership Tour festival u 2014. sa Skrillexom.

## Rani život
DJ Snake je rođen u alžirskoj obitelji u Parizu i odrastao u Ermontu, u četvrti u predgrađu Pariza, koji on opisuje kao geto. Glum u jednoj sceni s DJ-em Cutom Killerom u francuskom filmu La Haine, kao i hip-hop glazbenikom KRS-Oneom i Cypressom Hillom kao rani utjecaj. U mladosti, DJ Snake je bio ilegalno crtao grafite po gradu, po čemu je bježao od policije i zaradio nadimak "Snake" jer je po zome bio poznat. Njegovo ime, DJ Snake kaže: 
 Počeo je kao amaterski DJ u dobi od 14 godina do 19 godina. U početku svoje karijere, DJ Snake je nastupao u klubovima, uključujući i Les Bains Douches u Parizu. U 2005. godini je upoznao svog budućeg menadžera Stevea Goncalvesa, koji je ponudio DJ Snakeu počne stvarati vlastitu glazbu.

## Nagrade i nominacije

### Grammy Awards
| Godina | Nominirana pjesma               | Nagrada       | Rezultat  | Izvor  |
| ------ | ------------------------------- | ------------- | --------- | ------ |
| 2012   | "Born This Way" (kao producent) | Album godine  | Nominiran | [ 17 ] |
| 2015   | "Turn Down for What"            | Najbolji spot | Nominiran | [ 18 ] |

### Billboard Music Awards
| Godina | Nominirana pjesma                        | Nagrada                             | Rezultat  | Izvor  |
| ------ | ---------------------------------------- | ----------------------------------- | --------- | ------ |
| 2015.  | "Turn Down for What" (s Lilom Johnom)    | Najbolja plesna/ elektronska glazba | Pobjednik | [ 19 ] |
| 2016.  | "You Know You Like It" (s AlunaGeorgeom) | Najbolja plesna/ elektronska glazba | Nominiran | [ 20 ] |
| 2016.  | "Lean On" (s Majorom Lazerom)            | Najbolja plesna/elektronska glazba  | Pobjednik | [ 20 ] |
| 2016.  | DJ Snake                                 | Najbolja plesna/ elektronska glazba | Nominiran | [ 20 ] |
| 2017.  | DJ Snake                                 | Najbolja plesna/ elektronska glazba | Nominiran | [ 21 ] |
| 2017.  | "Let Me Love You" (s Justinom Bieberom)  | Najbolja plesna/ elektronska glazba | Nominiran | [ 21 ] |

### iHeartRadio Music Awards
| Godina | Nominirana pjesma                        | Nagrada                | Rezultat  | Izvor  |
| ------ | ---------------------------------------- | ---------------------- | --------- | ------ |
| 2017.  | DJ Snake                                 | Plesni umjetnik godine | Nominiran | [ 22 ] |
| 2017   | "Let Me Love You" (s Justinom Bibeberom) | Plesna pjesma godine   | Nominiran | [ 22 ] |

### Kids' Choice Awards
| Godina | Nominirana pjesma | Nagrada                  | Rezultat  | Izvor  |
| ------ | ----------------- | ------------------------ | --------- | ------ |
| 2017.  | DJ Snake          | Omiljeni DJ/EDM umjetnik | Nominiran | [ 23 ] |

### MTV Music Awards
| Godina | Nomininarana pjesma                   | Nagrada                          | Rezultat  | Izvor  |
| ------ | ------------------------------------- | -------------------------------- | --------- | ------ |
| 2014.  | "Turn Down for What" (s Lilom Johnom) | Najbolja pjesma za noćne klubove | Nominiran | [ 24 ] |
| 2014.  | "Turn Down for What" (s Lilom Johnom) | Najbolji redatelj                | Pobjednik | [ 24 ] |
| 2014.  | "Turn Down for What" (s Lilom Johnom) | Najbolji vizualni efekti         | Nominiran | [ 24 ] |
| 2014.  | "Turn Down for What" (s Lilom Johnom) | Najbolji umjetnički redatelj     | Nominiran | [ 24 ] |

### NRJ Music Awards
| Godina | Nominirana pjesma | Nagrada               | Rezultat  | Izvor  |
| ------ | ----------------- | --------------------- | --------- | ------ |
| 2016.  | DJ Snake          | Najbolji francuski DJ | Nominiran | [ 25 ] |

### Teen Choice Awards
| Godina | Nominirana pjesma                     | Nagrada                 | Rezultat  | Izvor  |
| ------ | ------------------------------------- | ----------------------- | --------- | ------ |
| 2015   | "Turn Down for What" (s Lilom Johnom) | Najbolja Hip-hop pjesma | Nominiran | [ 26 ] |

### Electronic Music Awards & Foundation Show
| Godina | Nominirana pjesma | Nagrada       | Rezultat | Izvor  |
| ------ | ----------------- | ------------- | -------- | ------ |
| 2017.  | "Let Me Love You" | Pjesma godine | U tijeku | [ 27 ] |

## Vanjske poveznice
- Službena stranica  Arhivirana inačica izvorne stranice od 2. srpnja 2017. (Wayback Machine)